# کوچرگیچ
کوچرگیچ (انگلیسی: Kuchergich) یک شهرک در شهرستان دیورتیورلینسکی در استان باشقیرستان کشور روسیه است.